# L. Hjorths Terracottafabrik
L. Hjorth's Terracottafabrik var en dansk keramikvirksomhed i Rønne på Bornholm, som eksisterede fra 1859 til 1993. Fabrikken har siden 1995 været et arbejdende museum under Bornholms Museum.

## Historie

### Ejerforhold og lokaliteter
Virksomheden blev grundlagt den 9. marts 1859 af Lauritz Adolph Hjorth (f. 1834, d. 1912) og ved hans død i 1912 overtaget af sønnerne, Peter Christian Hjorth (f. 1873, d. 1959) og Hans Adolph Hjorth (f. 1877, d. 1966). Førstnævnte blev eneindehaver i 1931. Siden tog Erik Hjorth (f. 1906, d. 1982) over, og i 1982 blev fabrikken overtaget af hans døtre, keramikerne Ulla Hjorth (født 1945) og Marie Hjorth (født 1941).
I 1865 var der ti personer ansat på Hjorths Fabrik.
Fabrikkens første lokaler lå i Østergade i Lauritz Hjorths forældres hus. Virksomheden lå dernæst fra 1862 og resten af sin levetid på adressen Krystalgade 5, hvor man i 1870'erne også købte naboejendommen, indtil fabrikken lukkede i 1993. Siden 1995 har lokalerne været keramikmuseum og -værksted.

### Produkter
Fabrikkens første produkter var vandkølere, urtepotteskjulere og tændstikholdere, men da efterspørgslen ændrede sig, idet mange andre værksteder i Rønne også begyndte at producere brugsgenstande, skiftede fabrikken kurs og satsede på den nye adresse efter 1862 udelukkende på pyntegenstande i antikiserende stil, ofte inspireret af Bertel Thorvaldsen. Der blev fremstillet statuetter, vaser og figurer i terrakotta.
Omkring 1880 eksporterede fabrikken terrakotta-genstande til mange storbyer og lande. Således kunne man finde firmaets produkter i de store varehuse i Paris, Berlin, London, New York, Sankt Petersborg og Wien og desuden i områder som Australien og Dansk Vestindien. Den øgede eksponering førte til, at L. Hjorth's Terracottafabrik deltog i mange verdensudstillinger og ofte vandt præmier.
I 1895 blev der oprettet en filial i Sandvig, baseret på turisthandel, og L. Hjorth udvidede produktionen med souvenirs, bl.a. platter med landskabsmotiver, askebægre og bornholmske runesten. I 1899 begyndte fremstillingen af sortbrændt terrakotta, og i 1905 tilvirkningen af kunstnerisk udførte stentøjsarbejder, hvilke tillige med syrefaste tekniske apotekerkrukker var fabrikkens hovedartikel ved midten af 1900-tallet.
Tilvirkning af apotekerkrukker var fabrikken slået ind på i 1927, hvor Kroneapoteket i Esbjerg - via firmaet Arbo-Bähr & Co. - bestilte nogle lågkrukker fra L. Hjorth's Terracottafabrik. Kravet fra apoteket lød, at krukkerne skulle være syrefaste og være anvendelige til opbevaring af farmaceutiske ingredienser. Krukkerne blev drejet cylindrisk og i grå glasur med blå skrift, og de blev kronet af en lille knop på låget. Allerede i 1928, året efter, fulgte apoteker K. Th. Jørgensen i Rønne trop og afgav en bestilling på lignende krukker. Disse krukker udførtes siden uden lågknop og havde rødbrun glasur.
Krukkerne var i landsdækkende brug på apoteker frem til 1960, og de fik så stor udbredelse, fordi Arbo-Bähr & Co. allerede til at begynde med fik eneret til at forhandle apotekerkrukker fra L. Hjorth's Terracottafabrik. I 1930 forespurgte Arbo-Bähr & Co., om fabrikken i Rønne også var leveringsdygtig i krukker af stentøj til brugsformål og ikke kun til pynt, og svaret fra Rønne var bekræftende, omend brødrene Hjorth samtidig understregede, at de ikke kunne konkurrere på prisen med "billige tyske stentøjskrukker". Forbilledet var nemlig en rhinsk stentøjskrukke med saltglasur. Ikke desto mindre blev produktionen sat i gang og varede de næste tredive år.
Under Besættelsen blev produktion af det gråbrune stentøj umuliggjort på grund af materialeknaphed, og fabrikken slog om til at producere fajance. Nu blev det produkter såsom testel, kander, vaser, krukker og skåle med smalle, tætsiddende riller, som efter Erik Hjorths design kom i produktion, hvilket serien var indtil 1960.

### Kunstnere, stil og stempler
Fabrikkens første produkter var ustemplede; senere blev der stemplet eller signeret i hånden med "L. Hjorth", og fra 1902 blev der tilføjet en hjortefigur, som senere fik ring om. Fra 1927 blev mærkningen konsekvent.
En af de første kunstneriske kapaciteter tilknyttet fabrikken var maleren Holger Drachmann, og også meget tidligt blev maleren Kristian Zahrtmann leveringsdygtig i udkast til vaser efter græsk forbillede. Omkring 1900 meldte jugendstilen sig og fortrængte klassicismen, og i 1905 var Hans Hjorth leveringsdygtig i de første stentøjsgenstande, som vandt internationale priser i 1910, 1913, 1915 (verdensudstillingen i San Francisco) og 1929 (verdensudstillingen i Barcelona). Hans Hjorth indrettede et separat værksted 1931, og han har håndsigneret sine egne unikating, hvilket også gælder enkelte andre kunstnere.
I 1930 blev den tjekkiskfødte billedhugger Gertrud Kudielka tilknyttet L. Hjorth's Terracottafabrik, og herefter prægede hun virksomhedens profil i mange år. Især hendes formgivning af fantasidyr, figurer i folkedragter og lignende er kendt.
Andre kunstnere knyttet til fabrikken var Adam Fischer (1888-1968), Erik Hjorth, Lisbeth Munch-Petersen, som var datter af Hans Hjorth, Helge Christoffersen, Ursula Munch-Petersen, som er barnebarn af Hans Hjorth, Eva Sjøgren, Jane Reumert og Ulla Gahrn. I dag er det Ulla Hjorth og Marie Hjorth, som viderefører traditionen; nu i regi af museet.
- Drejerværkstedet
- En keramikovn på fabrikken